# Кодзакаи, Юриэ
Юриэ Кодзакаи (яп. 小坂井 祐莉絵 Кодзакаи Юриэ, род. 6 июля 1995 года, Хигасиура, префектура Айти, Япония) — японская сэйю, участница женского сэйю-коллектива GuilDrops и ринг-анонсер промоушена World Wonder Ring Stardom.

## Биография
Юриэ Кодзакаи родилась 6 июля 1995 года в Хигасиуре, префектура Айти. С детства интересовалась музыкой и брала уроки игры на фортепиано. Увлеклась аниме в период учёбы в начальной школе, благодаря детям из её родного района. В то время она играла на флейте в школьном духовом оркестре и была членом команды по лёгкой атлетике. В средней школе состояла в теннисной секции, а в старшей участвовала в деятельности кружка лёгкой музыки. Стала мечтать о карьере сэйю после просмотра аниме-сериала «Блич». Восхищалась певицей Юи, под влиянием которой начала играть на гитаре.
Начала карьеру сэйю в 2012 году в возрасте 16 лет, после успешного прохождения проб на роль Мираи Хигасиуры в мультимедийном проекте Chita Musume, в рамках которого выпускалась серия короткометражных аниме-фильмов, созданных с целью привлечения внимания к полуострову Тита. За работу над данным проектом группе сэйю, включая Кодзакаи, три года подряд вручали премию «Лучшая группа исполнителей» на Международной туристической ярмарке в Тайбэе. В 2014 году Кодзакаи назначили «Суперпослом по туризму Хигасиуры». В феврале 2017 года подписала контракт с агентством талантов Crocodile.
В аниме-сериале Dropkick on My Devil! (2018) Кодзакаи получила роль ангела Пэкоры, одной из главных героинь, и совместно с шестью другими актрисами-сэйю исполнила от лица своего персонажа открывающую музыкальную тему «Ano Ko ni Dropkick» (яп. あの娘にドロップキック Ано ко ни дороппукикку, «Дропкик этой девчонки»). Вернулась к этой роли во втором (2020) и третьем (2022) сезонах сериала, а также в нескольких видеоиграх.
Летом 2018 года стала участницей сэйю-коллектива GuilDrops, сформированного Рихо Иидой в рамках программы GuildFriends: Iida Riho no! Sekai e? Honki Desu! (яп. ギルドフレンズ ～飯田里穂の！世界へ？本気です！～ ГирудоФурэндзу ～Иида Рихо но! Сэкай э? Хонки дэсу!～), которая является частью проекта Japacon Project на телеканале BS Fuji. 26 сентября 2018 года группа выпустила на лейбле Star Radio Records свой дебютный сингл «GuilDrops: Colors from GuildFriends». В этом же году Кодзакаи под записанным хираганой именем (小坂井 ゆりえ) начала работать ринг-анонсером промоушена World Wonder Ring Stardom.
В марте 2019 года окончила колледж, где помимо учёбы состояла в клубе чирлидинга. Обладает квалификацией в области воспитания детей. В октябре 2020 года была утверждена на роль Юки Ёсикавы в аниме-сериале Horimiya (2021, 2023), а в декабре — на роль Итики Аримы в Koikimo (2021).
В феврале 2023 года Кодзакаи снялась в качестве гравюр-айдола для сдвоенного (№ 8/9) выпуска журнала Weekly Playboy. В этом же году озвучила Усаги Цукисиро в аниме-сериале My Life as Inukai-san’s Dog, в рамках которого исполнила совместно с Саей Айдзавой и Маю Сагарой закрывающую музыкальную тему «Let’s Go My House!!!» (яп. レッツゴー・マイ・ハウス!!! Рэтцу го: май хаусу!!!, «Идём домой!!!»).
В 2024 году снялась в роли женщины-рестлера в игровом полнометражном фильме Runaway Wrestler.

## Избранная фильмография

### Аниме-сериалы
2017
- Idol Time PriPara — Ти

2018
- Dropkick on My Devil! — Пэкора[9]
- Idol Time PriPara (продолжение) — Ти

2019
- B-Project: Zeccho Emotion — Юдзуки (в детстве)

2020
- 22/7 — Аяна Татикава
- Dropkick on My Devil!! Dash — Пэкора
- Sleepy Princess in the Demon Castle — Рус
- Talentless Nana — Каори Таканаси[22]
- «Научное доказательство любви» — Ая

2021
- Edens Zero — Сики Гранбелл (в детстве), Мария Слайм, Никора
- Horimiya — Юки Ёсикава[15]
- Koikimo — Итика Арима[16]
- Seirei Gensouki: Spirit Chronicles — Дриас
- So I’m a Spider, So What? — Яна
- Tsukimichi: Moonlit Fantasy — молодая секретарша, Эшес
- «Бегущий по лезвию: Чёрный лотос» — Миу

2022
- Aharen-san wa Hakarenai — учительница Мияхира[23]
- Dropkick on My Devil!!! X — Пэкора[24]
- Heroines Run the Show — Нэгиси
- Log Horizon: Destruction of the Round Table — Сора
- Miss Kuroitsu from the Monster Development Department — Карэн Мидзуки[25]
- Sasaki and Miyano — Эйми Ёкота
- World’s End Harem — Мариа Курода[26]

2023
- Edens Zero (второй сезон) — Мария Слайм
- High Card — Мишель Редгрейв
- Horimiya: The Missing Pieces — Юки Ёсикава[27]
- My Life as Inukai-san’s Dog — Усаги Цукисиро[19]
- Protocol: Rain — Сатоми Токиноя
- Summoned to Another World... Again? — Рури[28]

2024
- High Card (второй сезон) — Мишель Редгрейв
- Seirei Gensouki: Spirit Chronicles (второй сезон) — Дриас
- Tadaima, Okaeri — Ивата-сан
- The Healer Who Was Banished From His Party, Is, in Fact, the Strongest — Шейла
- Tsukimichi: Moonlit Fantasy (второй сезон) — Абелия Хоплейс[29]
- «Моя геройская академия» (седьмой сезон) — Майна Фурасу

2025
- Aharen-san wa Hakarenai (второй сезон) — учительница Мияхира
- Farmagia — Тэн (в детстве)
- I’m Living with an Otaku NEET Kunoichi!? — Курэна Вентол[30]
- Our Last Crusade or the Rise of a New World (второй сезон) — Цистея[31]
- Zenshu — Мэг

### Аниме-фильмы
- 2020 — Kono Sekai no Tanoshimikata: Secret Story Film — Канами

### Спешлы
- 2019 — Seaside-so no Aquakko — Ла Мэр
- 2022 — Suisei no Freyline: Prologue — Вакаба
- 2023 — Dropkick on My Devil!: Apocalypse Day — Пэкора

### Озвученные комиксы (vomic)
- 2020—2021 — The Family Circumstances of the Irregular Witch — Алисса[32][33]
- 2021 — Miss Kuroitsu from the Monster Development Department — рассказчица, все персонажи[34]
- 2023 — Usokon Roman: Keiyaku Kekkon no Hazu na no ni, Cool na Danna-sama ni Dekiai Sareteimasu — Сая Арисима[35]

### Игровые фильмы
- 2024 — Runaway Wrestler — женщина-рестлер[21]

### Компьютерные игры
2018
- Mon Musume Harem — Пэкора[36]
- Q&Q Answers — Пэкора[37]
- The Winning Hand — Южный Крест[38]
- Venus Eleven Vivid! — Пэкора[39]

2019
- Arca Last: The World That Ends and the Fruit of the Diva — Коронэ Корона[40]
- Quiz RPG: The World of Mystic Wiz — Шано Патрамесс
- Sophia Connector — Лилиан[41]

2020
- Action Taimanin — Цумуги Ватарасэ
- Monster Strike — Отани Ёсицугу, Винди

2021
- Azur Lane — эскадренный миноносец «Громкий»[42]
- Girls’ Frontline — Пэкора
- Magia Record — Хотару Юра[43]
- Touhou Danmaku Kagura — Сион Ёригами

2022
- Heaven Burns Red — Вритика Балакришнан[44]
- Smile of the Arsnotoria — Перет
- The Legend of Heroes: Trails Through Daybreak II — Флау

2023
- Guardian Tales — Миккэ[45]

2024
- Seifuku Kanojo — Мио Яхиро[46]

2025
- Seifuku Kanojo 2 — Мио Яхиро[47]

### Роли в театре
- 2022 — Our Last Crusade or the Rise of a New World — Основательница Небулиса, Иллитир[48]
- 2024 — «Научное доказательство любви» — Аямэ Химуро[49]